# Cholenice
Cholenice är en ort i Tjeckien. Den ligger i den centrala delen av landet, 70 km öster om huvudstaden Prag. Cholenice ligger 240 meter över havet och antalet invånare är 181.
Terrängen runt Cholenice är platt. Runt Cholenice är det ganska glesbefolkat, med 45 invånare per kvadratkilometer. Närmaste större samhälle är Jičín, 13,5 km norr om Cholenice. Trakten runt Cholenice består till största delen av jordbruksmark.